# Magnus V di Norvegia
Magnus V Erlingsson di Norvegia (Etne, 1156 – 15 giugno 1184) è stato re di Norvegia dal 1161 al 1184.

## Biografia

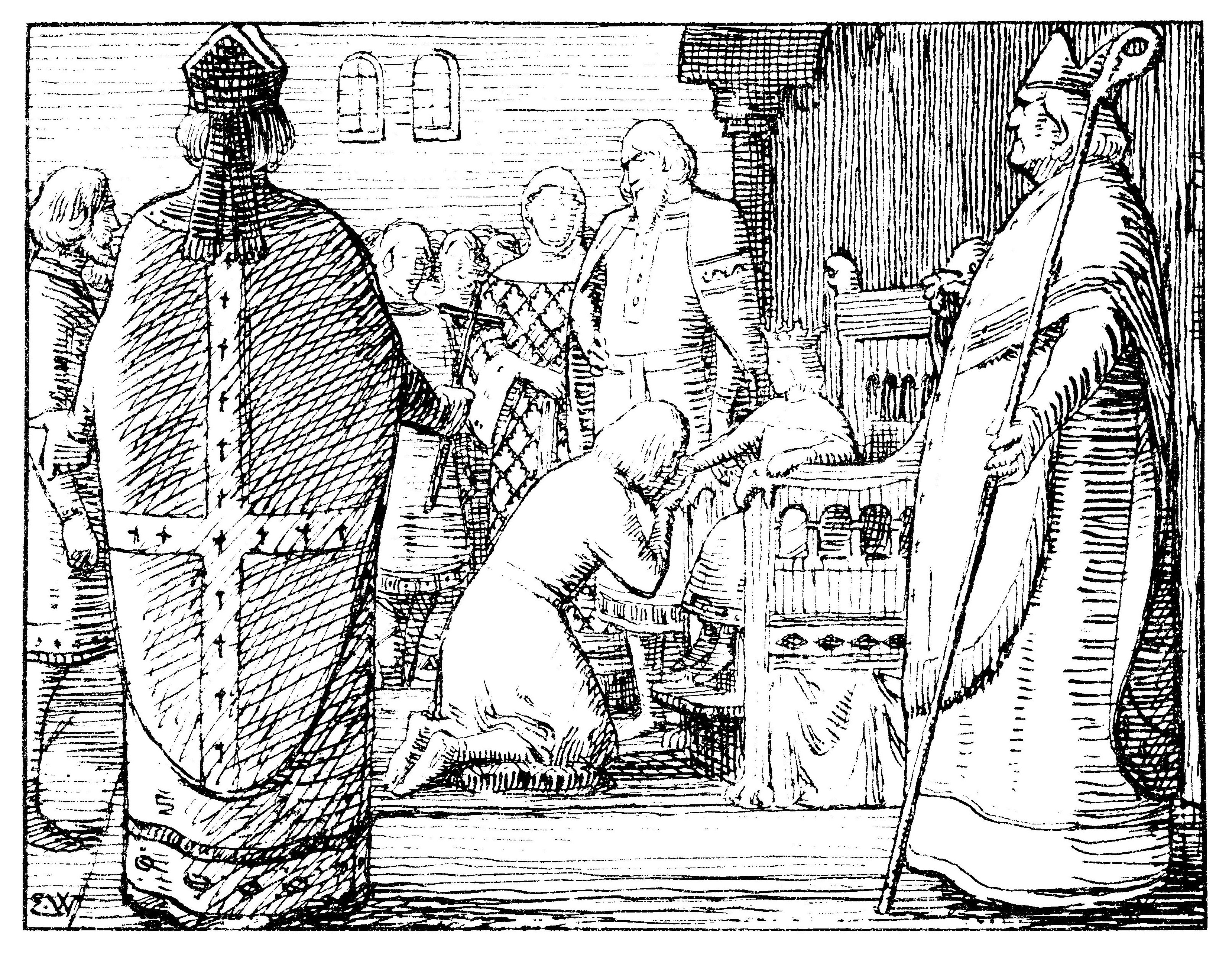

Era figlio di Erling Skakke e di Kristin Sigurdsdatter, figlia del re Sigurd I di Norvegia.
Venne nominato re nel 1161, all'età di otto anni. Egli fu il primo re norvegese ad essere incoronato. Suo padre Erling prese il titolo di conte e mantenne la reggenza anche dopo che Magnus divenne maggiorenne.
Nel 1166, mentre Skakke si trovava in Danimarca, Olav Ugjæva venne proclamato re Olav, figlio di Maria Øysteinsdotter, figlia dell'ex re Øystein I di Norvegia. Quando Erling tornò in Norvegia per combattere questa rivolta, Olav e i suoi uomini attaccarono Erling in un agguato a Rydjokul. Erling fu ferito e ma riuscì a fuggire.
Nel 1168 Olav e dei suoi uomini si avventurarono a sud fino alla zona di Oslofjord, ma vennero sconfitti nella battaglia di Stanger. Olav fuggì e andò in Danimarca.

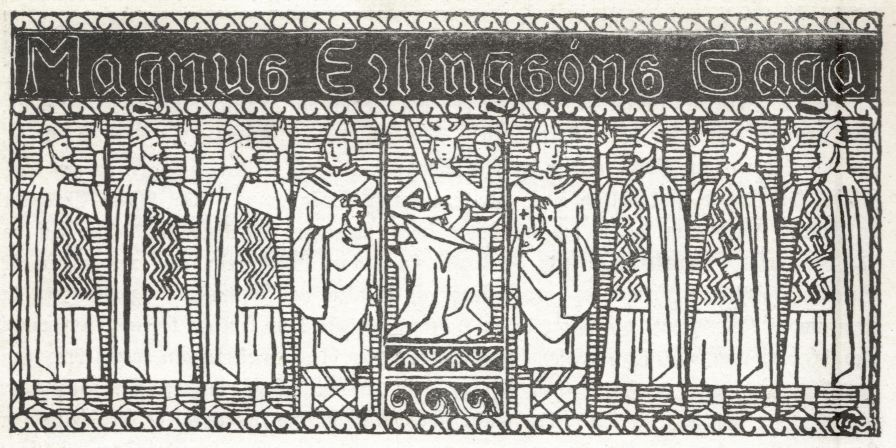

Nel 1177 pretese il regno e si proclamò re Sverre Sigurdsson.
Lottando contro quest'altro pretendente al trono, Erling cadde in battaglia a Kalvskinnet nel 1179.
Diversi anni dopo la guerra si concluse con la sconfitta di Magnus e la morte in battaglia a Fimreite il 15 giugno 1184. Sverre attaccò la flotta di Magnus inviando le sue navi in battaglia in squadroni, caricando e travolgendo una nave alla volta.
L'era della guerra civile in Norvegia non sarebbe finita con la vittoria di Sverre su Magnus. Dopo la morte di Magnus, Sigurd Magnusson, Inge Magnusson e Erling Magnusson Steinvegg dichiararono di essere figli di Magnus e rivendicarono il trono norvegese.